# Eriococcidae
Eriococcidae è una famiglia di insetti appartenente all'ordine dei Rincoti Omotteri, superfamiglia Coccoidea. Si tratta di cocciniglie dalle forme spesso bizzarre, talvolta associate alle radici o alla corteccia di piante legnose e interessate da fenomeni di mimetismo. Diversi eriococcidi producono galle e in Australia sono gli insetti galligeni più frequenti.

## Descrizione
Gli Eriococcidae sono insetti simili ai Pseudococcidae, da cui si differenziano per l'assenza dei cerari, degli ostioli e del circulus. A causa dell'assenza dei cerari, gli Eriococcidae non producono i caratteristici i raggi di cera intorno al corpo.
Le femmine sono neoteniche, con corpo appiattito e di profilo ovale, ricoperto di cera e poco differenziato nelle regioni morfologiche. Hanno antenne brevi e di pochi articoli, zampe brevi ma funzionali, addome con apertura anale circondata da un cercine sclerificato provvisto di 6-8 setole.
La cera secreta forma un ovisacco, di consistenza compatta, che avvolge anche il corpo della femmina. In diverse specie (es. Gossyparia sp.) l'ovisacco può aprirsi dorsalmente lasciando scoperto in parte il corpo dell'insetto, il cui colore contrasta con il bianco della cera.
I maschi sono sostanzialmente simili a quelli dei Pseudococcidi.

## Sistematica

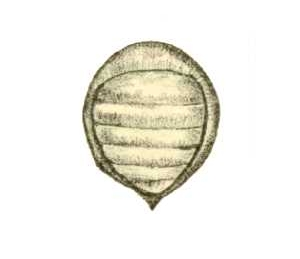
Opisthoscelis subrotunda.

La famiglia comprende circa 550 specie. La classificazione interna, per quanto concerne i generi e le specie, è piuttosto controversa e alcune revisioni sistematiche coinvolgono anche altre famiglie, come ad esempio i Margarodidae; in letteratura sono citati i seguenti generi:
- Acalyptococcus
- Acanthococcus
- Aculeococcus
- Affeldococcus
- Alpinococcus
- Apezococcus
- Apiococcus
- Apiomorpha
- Acelis
- Atriplicia
- Balticoccus
- Borchseniococcus
- Bryococcus
- Callococcus
- Calycicoccus
- Capulinia
- Carpochloroides
- Casuarinaloma
- Chazeauana
- Chilechiton
- Chilecoccus
- Cornoculus
- Cryptococcus
- Cylindrococcus
- Cystococcus
- Eriochiton
- Eriococcus
- Erium
- Exallococcus
- Floracoccus
- Gedanicoccus
- Gossyparia
- Gossypariella
- Greenisca
- Gregoporia
- Hoheriococcus
- Icelococcus
- Intecticoccus
- Jutlandicoccus

- Keithia
- Kotejacoccus
- Kuenowicoccus
- Kuwanina
- Lachnodius
- Macracanthopyga
- Madarococcus
- Megacoccus
- Melzeria
- Montanococcus
- Neoacanthococcus
- Neoeriochiton
- Neotectococcus
- Noteococcus
- Olliffia
- Opisthoscelis
- Orafortis
- Oregmopyga
- Ourococcus
- Ovaticoccus
- Pedroniopsis
- Phacelococcus
- Phloeococcus
- Proteriococcus
- Pseudocapulinia
- Pseudochermes
- Pseudotectococcus
- Ripersia
- Scutare
- Sisyrococcus
- Sphaerococcopsis
- Spiroporococcus
- Stegococcus
- Stibococcus
- Subcorticoccus
- Tectococcus
- Tolypecoccus
- Xerococcus